# Прайс, Джордж Лоуренс
Джордж Лоуренс Прайс (англ. George Lawrence Price; 15 декабря 1892, Фолмаут, Новая Шотландия, Канада — 11 ноября 1918, Вилль-сюр-Эн, Бельгия) — канадский солдат, рядовой; традиционно считается последним солдатом Британской империи, погибшим в Первой мировой войне (убит в 10:58, за две минуты до вступления в силу Первого компьенского перемирия), но не последним убитым солдатом в войне (последним является Генри Гюнтер, сержант Армии США, погибший в 10:59). Личный полковой номер: 256265.

## Ранние годы
Джордж Лоуренс Прайс родился 15 декабря 1892 года в местечке Фолмаут (Новая Шотландия, Канада). Детство провёл на Чёрч-Стрит (ныне Порт-Уильямс, проживал в городе Мус-Джо на момент призыва (призван 15 октября 1917). Служил в роте A 28-го батальона Канадских экспедиционных сил.

## События 11 ноября 1918 года
11 ноября 1918 года рядовой Прайс участвовал в занятии небольшой деревушки Авре в Бельгии. Переправившись под пулемётным огнём неприятеля через Центральный канал в городе Вилль-сюр-Эн, патруль Прайса двинулся в сторону ряда домов с целью обезвредить пулемётчика, который обстреливал патруль во время переправы. Патруль ворвался в тот дом, из которого, по мнению Прайса, и велась стрельба, но солдаты обнаружили, что немцы успели сбежать через задний выход. Тогда канадцы обыскали соседний дом, но и там никого не обнаружили. В 10:58 раздался выстрел из винтовки: Джордж Прайс, выйдя на улицу вопреки советам хозяина дома, получил пулю в грудь и рухнул замертво.
По иронии судьбы, Прайс погиб ровно за две минуты до наступления Первого компьенского перемирия, которое положило конец боевым действиям.

## Память

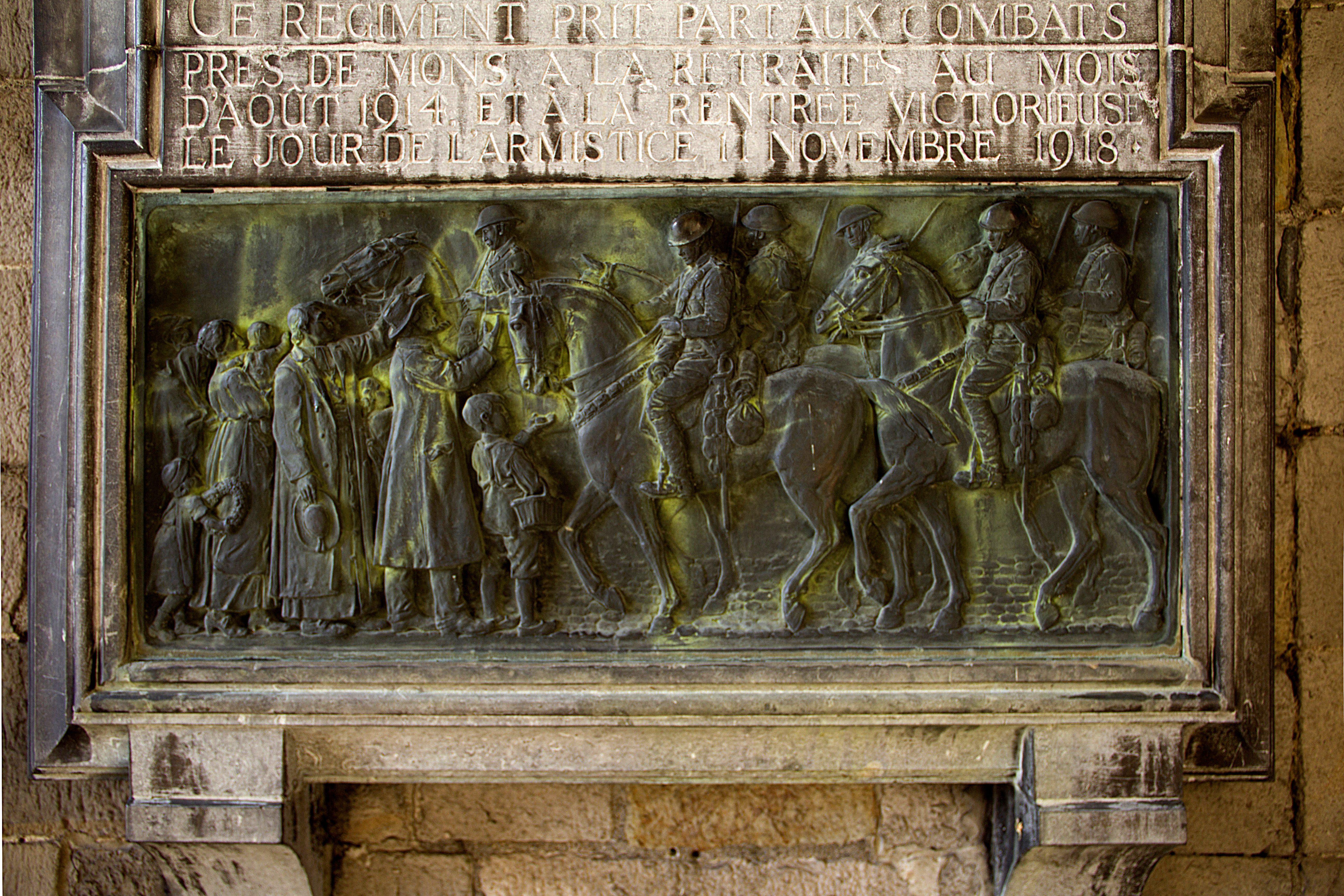
Барельеф, посвящённый полку Британских экспедиционных сил, участвовавшему в боях за Монс

Похороны Джорджа Прайса состоялись к юго-востоку от Монса на старом коммунальном кладбище Авре, одном из кладбищ, которое входит в состав военного кладбища солдат Британского содружества Сен-Симфорьен. На том же кладбище были похоронены первый и последний британские солдаты, погибшие в войне — Джон Парр и Джордж Эллисон.
В 1968 году по случаю 50-летия со дня кончины Прайса и наступления перемирия дожившие солдаты той роты прибыли в Вилль-сюр-Эн на открытие мемориальной таблички на доме, около которого и случилась гибель. На табличке на двух языках было написано следующее:

Памяти рядового № 256265 Джорджа Лоуренса Прайса, 28-й Северо-Западный батальон, 6-я Канадская пехотная бригада, 2-я Канадская дивизия, погибшего в бою около этой точки в 10:58 11 ноября 1918; последнего канадского солдата, погибшего на Западном фронте Первой мировой войны. Установлено его товарищами 11 ноября 1968.
Оригинальный текст (англ.)To the memory of 256265 Private George Lawrence Price, 28th North West Battalion, 6th Canadian Infantry Brigade, 2nd Canadian Division, killed in action near this spot at 10.58 hours, November 11th, 1918, the last Canadian soldier to die on the Western Front in the First World War. Erected by his comrades, November 11th, 1968.

Несмотря на то, что дом был снесён, табличку сохранили и потом установили на каменный монумент как раз на то самое место, где и упал замертво Прайс.
Также в городе Вилль-сюр-Эн одна из начальных школ получила имя рядового Джорджа Лоуренса Прайса (фр. École George Price): на церемонии присуждения школе имени присутствовал посол Канады в Бельгии Денис Роберт. В 1991 году в городе был построен ещё один мост через Центральный канал, а 11 ноября того же года по итогам общественного опроса мосту присвоили имя Джорджа Прайса (фр. Passerelle George Price).